# Villiers-sur-Yonne
Villiers-sur-Yonne és un municipi francès, situat al departament del Nièvre i a la regió de Borgonya - Franc Comtat. L'any 2007 tenia 284 habitants.

## Demografia

### Població
El 2007 la població de fet de Villiers-sur-Yonne era de 284 persones. Hi havia 121 famílies, de les quals 40 eren unipersonals (18 homes vivint sols i 22 dones vivint soles), 41 parelles sense fills, 33 parelles amb fills i 7 famílies monoparentals amb fills.
La població ha evolucionat segons el següent gràfic:
Habitants censats

### Habitatges
El 2007 hi havia 207 habitatges, 125 eren l'habitatge principal de la família, 61 eren segones residències i 21 estaven desocupats. 203 eren cases i 2 eren apartaments. Dels 125 habitatges principals, 108 estaven ocupats pels seus propietaris, 12 estaven llogats i ocupats pels llogaters i 5 estaven cedits a títol gratuït; 8 tenien dues cambres, 22 en tenien tres, 32 en tenien quatre i 62 en tenien cinc o més. 92 habitatges disposaven pel capbaix d'una plaça de pàrquing. A 56 habitatges hi havia un automòbil i a 56 n'hi havia dos o més.

### Piràmide de població
La piràmide de població per edats i sexe el 2009 era:
| Homes | Edats   | Dones |
| ----- | ------- | ----- |
| 0     | 95 o +  | 0     |
| 0     | 90 a 94 | 0     |
| 8     | 85 a 89 | 12    |
| 0     | 80 a 84 | 0     |
| 8     | 75 a 79 | 12    |
| 4     | 70 a 74 | 4     |
| 4     | 65 a 69 | 20    |
| 8     | 60 a 64 | 4     |
| 16    | 55 a 59 | 8     |
| 8     | 50 a 54 | 16    |
| 16    | 45 a 49 | 8     |
| 0     | 40 a 44 | 8     |
| 16    | 35 a 39 | 4     |
| 0     | 30 a 34 | 4     |
| 12    | 25 a 29 | 4     |
| 8     | 20 a 24 | 0     |
| 0     | 15 a 19 | 12    |
| 4     | 10 a 14 | 4     |
| 8     | 5 a 9   | 4     |
| 4     | 0 a 4   | 4     |

## Economia
El 2007 la població en edat de treballar era de 181 persones, 125 eren actives i 56 eren inactives. De les 125 persones actives 111 estaven ocupades (63 homes i 48 dones) i 14 estaven aturades (7 homes i 7 dones). De les 56 persones inactives 29 estaven jubilades, 14 estaven estudiant i 13 estaven classificades com a «altres inactius».

### Ingressos
El 2009 a Villiers-sur-Yonne hi havia 125 unitats fiscals que integraven 293 persones, la mediana anual d'ingressos fiscals per persona era de 16.780 €.

### Activitats econòmiques
Dels 5 establiments que hi havia el 2007, 1 era d'una empresa de construcció, 2 d'empreses de comerç i reparació d'automòbils, 1 d'una empresa de transport i 1 d'una empresa financera.
L'únic servei als particulars que hi havia el 2009 era un guixaire pintor.
L'únic establiment comercial que hi havia el 2009 era una adrogueria.
L'any 2000 a Villiers-sur-Yonne hi havia 8 explotacions agrícoles.

## Poblacions més properes
El següent diagrama mostra les poblacions més properes.